# Champ de bataille national de Wilson's Creek
Le champ de bataille national de Wilson's Creek – ou Wilson's Creek National Battlefield en anglais – est une aire protégée américaine située dans les comtés de Christian et Greene, dans le Missouri. Établi le 22 avril 1960, ce champ de bataille national protège le site de la bataille de Wilson's Creek, pendant la guerre de Sécession. Inscrit au Registre national des lieux historiques depuis le 15 octobre 1966, il est géré par le National Park Service.